# 加特納
49°18′17″N 27°21′10″E / 49.30472°N 27.35278°E
哈特納（烏克蘭語：Гатна）是位於烏克蘭西部的村莊，由赫梅利尼茨基州裡赫梅利尼茨基區的德拉日尼亞市鎮負責管轄。該村始建於1660年，面積4.37平方公里，海拔高度325米，2001年人口642，人口密度每平方公里146.8人。